# ايلي جيسبرت
ايلي جيسبرت (بالفرنسية: Élie Gesbert)‏ (و. 1995  م) هو راكب دراجة هوائية فرنسي، ولد في سانت بريوك، شارك في سباق طواف فرنسا 2017، وطواف فرنسا 2018، وطواف فرنسا 2019.

## سجل الفوز

### سباقات أو مراحل فاز بها
| التاريخ        | السباق                                          | المركز                                                                  |
| -------------- | ----------------------------------------------- | ----------------------------------------------------------------------- |
| 20 يوليو 2013  | بطولة أوروبا للدراجات – سباق الطريق للشبان 2013 | المركز الثاني                                                           |
| 01 يناير 2015  | 2015 Kreiz Breizh Elites                        | الفائز في ترتيب النقاط للشباب، المركز الثاني                            |
| 07 أغسطس 2016  | طواف يوتا 2016                                  | التاسع في تصنيف أفضل شاب                                                |
| 01 مايو 2017   | طواف دي بريتاجن 2017                            | الرابع في التصنيف العام، الرابع في تصنيف النقاط                         |
| 18 أغسطس 2017  | طواف ليموزين 2017                               | الفائز في ترتيب النقاط للشباب، المركز الثاني                            |
| 18 أغسطس 2018  | طواف ليموزين 2018                               | الفائز في ترتيب النقاط للشباب                                           |
| 21 فبراير 2019 | طواف عمان 2019                                  | الفائز في ترتيب النقاط للشباب                                           |
| 17 مارس 2019   | باريس-نايس 2019                                 | السابع في تصنيف أفضل شاب                                                |
| 16 أبريل 2019  | باريس-كاممبير 2019                              | التاسع في التصنيف العام                                                 |
| 26 مايو 2019   | طواف أين 2019                                   | الثاني في تصنيف النقاط، الثالث في تصنيف الجبال، الرابع في التصنيف العام |
| 17 يونيو 2019  | مونت فينتو دينفلاي تشالنجز 2019                 | الخامس في التصنيف العام                                                 |

## روابط خارجية
- ايلي جيسبرت على موقع الاتحاد الدولي للدراجات (الإنجليزية)
- ايلي جيسبرت على موقع أرشيف الدراجات (الإنجليزية)
- ايلي جيسبرت على موقع إحصائيات الدراجات الإحترافية (الإنجليزية)
- ايلي جيسبرت على موقع نسبة الدراجات (الإنجليزية)
- ايلي جيسبرت على موقع CycleBase (الإنجليزية)